# Букианико
Букиа̀нико (на италиански: Bucchianico, на местен диалект Vicchiènechë, Викиенекъ) е градче и община в Южна Италия, провинция Киети, регион Абруцо. Разположено е на 360 m надморска височина. Населението на общината е 5255 души (към 2010 г.).